# Bradea bicornuta
Bradea bicornuta är en måreväxtart som beskrevs av Alexander Curt Brade. Bradea bicornuta ingår i släktet Bradea och familjen måreväxter. Inga underarter finns listade i Catalogue of Life.